# Reprezentacja Danii w hokeju na lodzie kobiet
Reprezentacja Danii w hokeju na lodzie kobiet – narodowa żeńska reprezentacja tego kraju. Należy do Dywizji Drugiej.

## Starty w Mistrzostwach Świata
- 1992 – 7. miejsce
- 1999 – 6. miejsce (grupa B)
- 2000 – 4. miejsce (grupa B)
- 2001 – 8. miejsce (Dywizja 1)
- 2003 – 2. miejsce (Dywizja 2)
- 2004 – 1. miejsce (Dywizja 2)
- 2005 – 5. miejsce (Dywizja 1)
- 2007 – 6. miejsce (Dywizja 1)
- 2008 – 2. miejsce (Dywizja 2)
- 2009 – 5. miejsce (Dywizja 2)
- 2011 – 16. miejsce

## Starty w Igrzyskach Olimpijskie
- Dunki nigdy nie zakwalifikowały się do Igrzysk Olimpijskich.